# Goldball ’94
A Goldball '94 FC egy magyar labdarúgócsapat. 1994-ben, Budapesten alapították. Utánpótlásneveléssel foglalkozik. Alapító elnöke Diglics Gyula. 
Utánpótlás korosztályai: U7,U9,U11,U12,U13,U14,U15,U17,U19,

## Korábbi nevei
- Goldball '94 Football Club: 1994–1999
- Sved-Goldball '94 Football Club: 1999–2002
- Goldball '94 Football Club: 2002–2007
- Goldball '94 Football Club Sport Egyesület: 2007–

## Ismertebb labdarúgói
Magyar válogatott labdarúgói
- Balogh Balázs
- Filkor Attila
- Pátkai Máté
- Stieber Zoltán
- Varga Roland
- Nagy Ádám
- Botka Endre
- Gera Dániel

Magyar labdarúgó válogatott kerettagjai
- Megyeri Balázs
- Simon Krisztián

NB I-es klubokban játszó Goldball-nevelések
- Balogh Balázs
- Juhász Dániel
- Gera Dániel
- Simon Krisztián
- Stieber András
- Vadnai Dániel
- Varga Roland
- Vági András

Futsal válogatott játékosok
- Dávid Richárd
- Rábl János (2012-ben és 2013-ban az év futsaljátékosa Magyarországon)
- Vidák Balázs